# Zavlažovací systémy Aflaj
Aflaj jsou dodnes hojně využívané zavlažovací systémy v severním Ománu (regiony Ad-Dáchílija, Aš-Šarkíja a Al-Batína), z nichž některé jsou zapsané od roku 2006 na seznamu světového dědictví UNESCO. Tuto kulturní památku tvoří pět závlahových systémů ležících na několika místech Ománu, které zastupují celkové množství 3 000 těchto soustav zavlažování po celé zemi.

## Historie
Počátky užívání Aflaj se datují do roku 500 př. n. l., nicméně archeologické průzkumy dokazují jejich užívání již kolem roku 2500 př. n. l.. Voda je sváděna do místa spotřeby otevřenými kanály, popř. podzemními tunely (systém obdobný jako perský kanát). Voda proudila systémem pomocí gravitace, chránily je strážní věže. Rozlišují se 3 různé druhy aflaj: Iddi, Ghaili a Aini.
Slovo Aflaj (v jednotém čísle Falaj) pochází z klasické arabštiny a znamená "rozdělený do částí", neboť systém rozděloval vodu mezi obyvatele a byl jedním ze základních kamenů komunitního soužití obyvatel závislých na přísunu vody pro lidskou potřebu i závlahu zemědělských plodin - především datlových palem.

## Fotogalerie

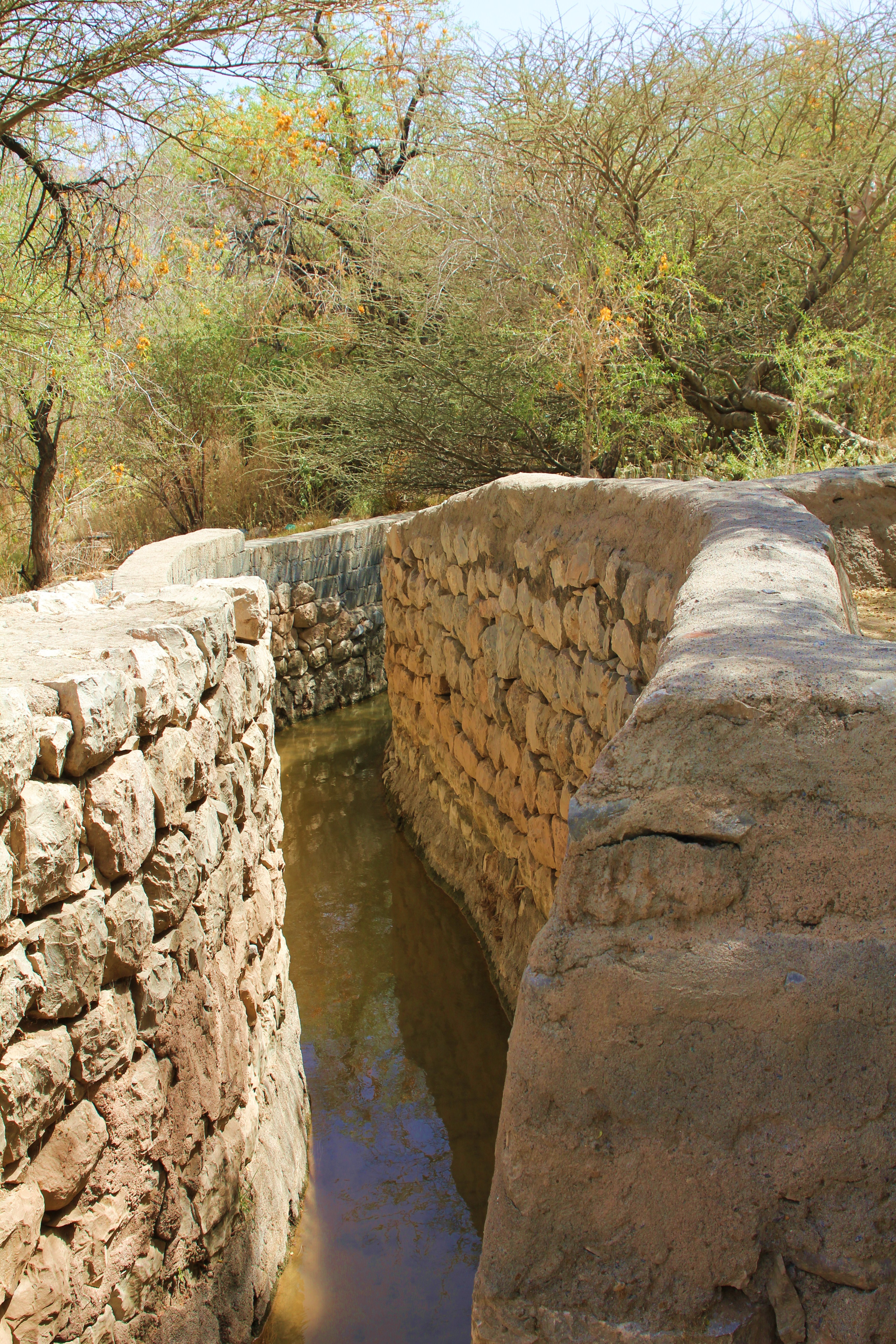
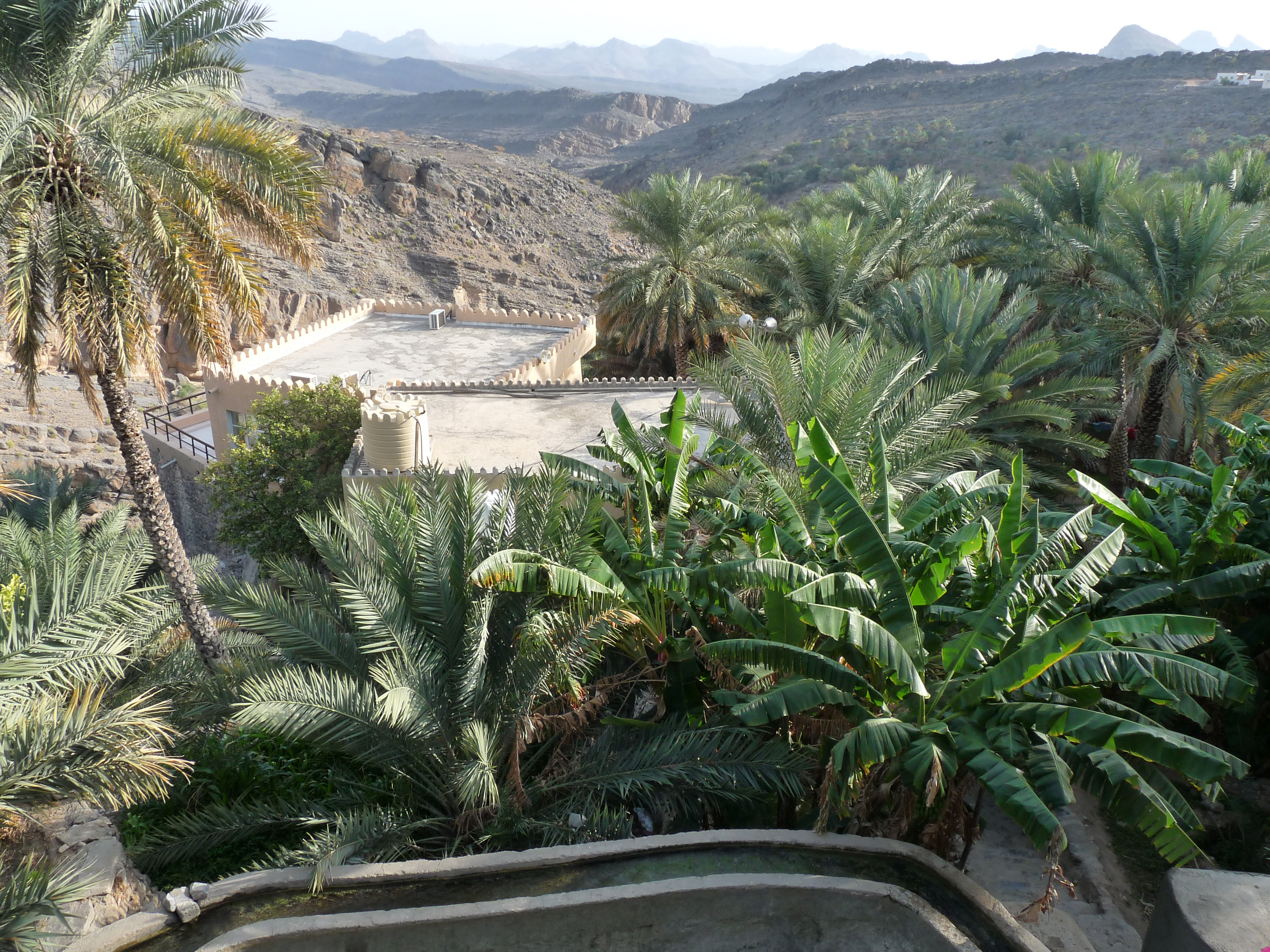
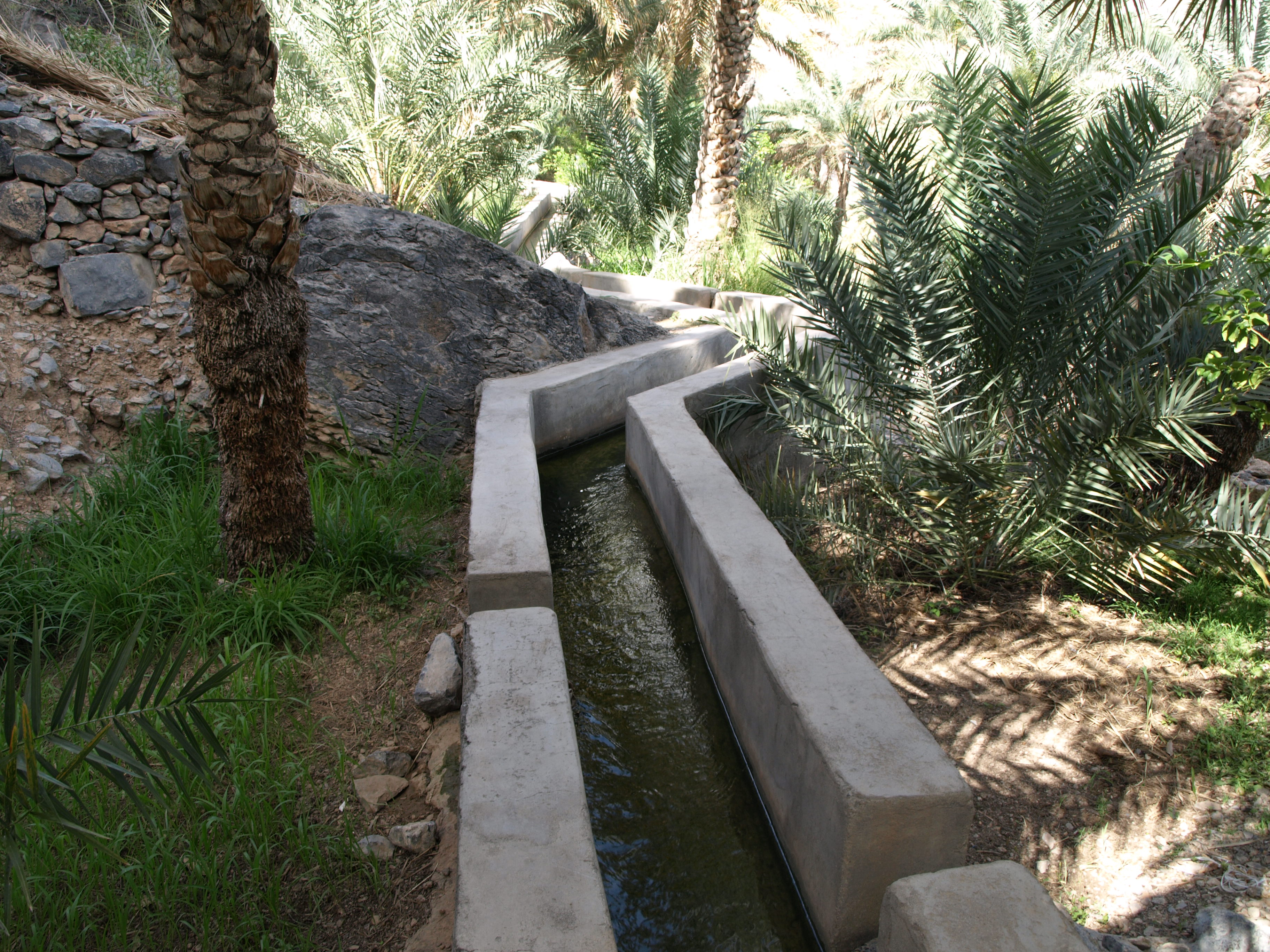
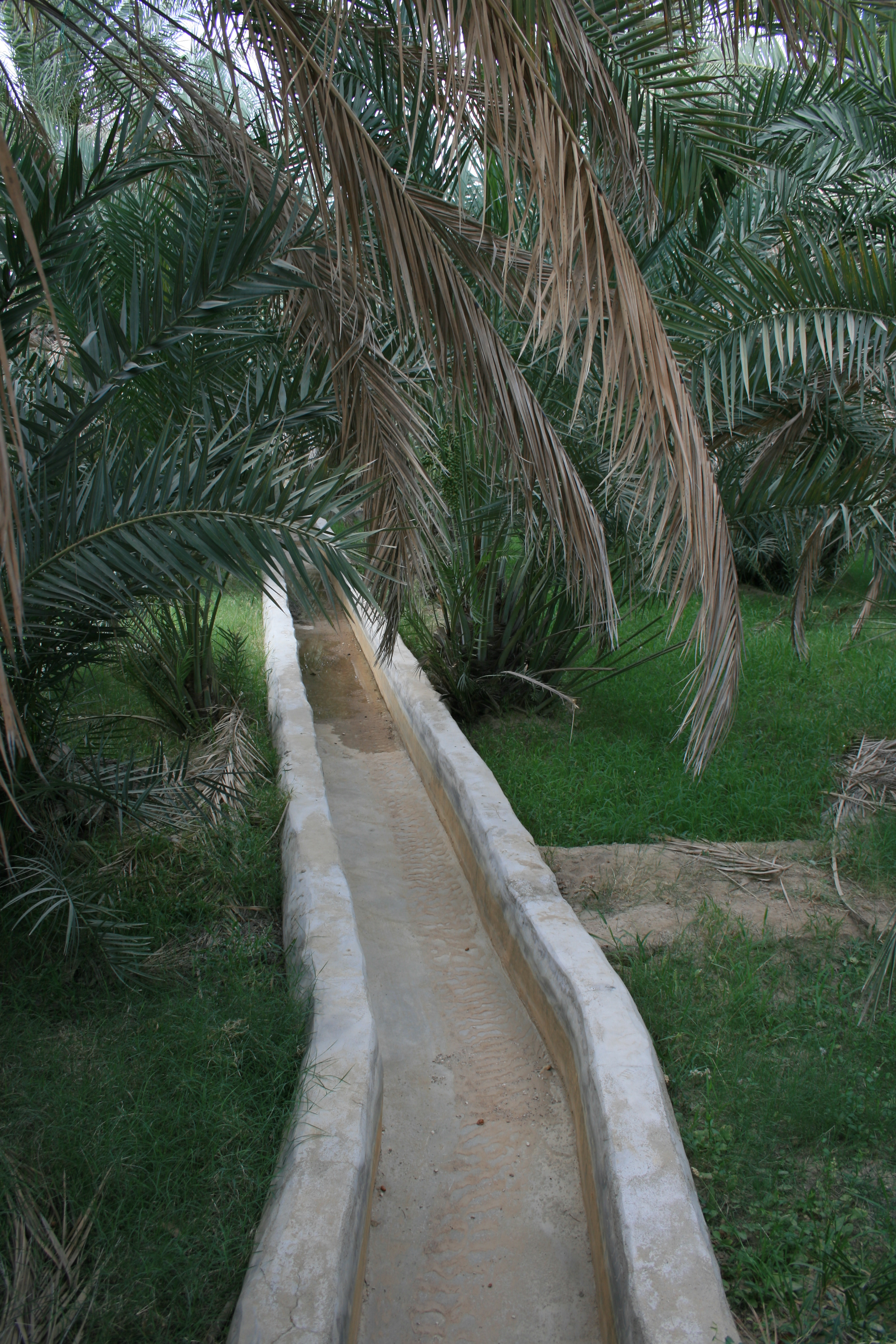
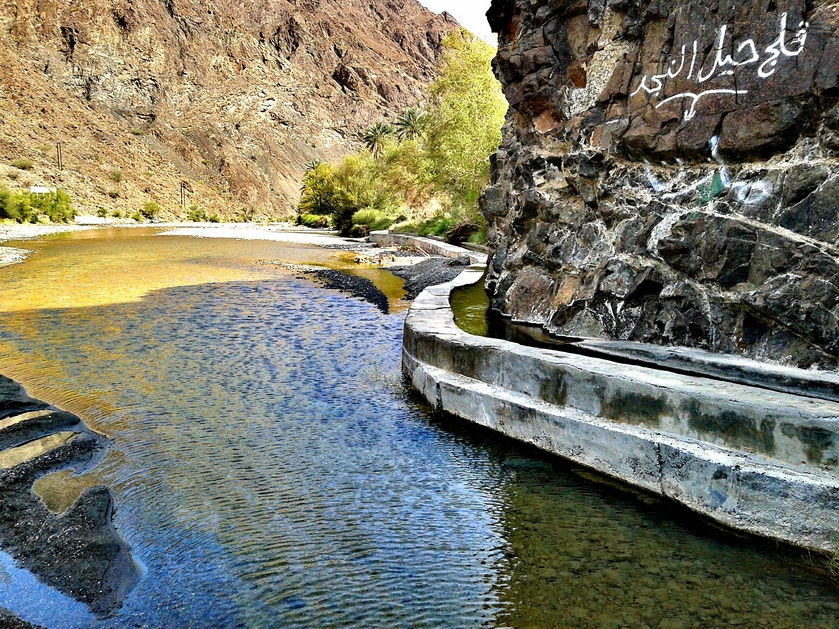
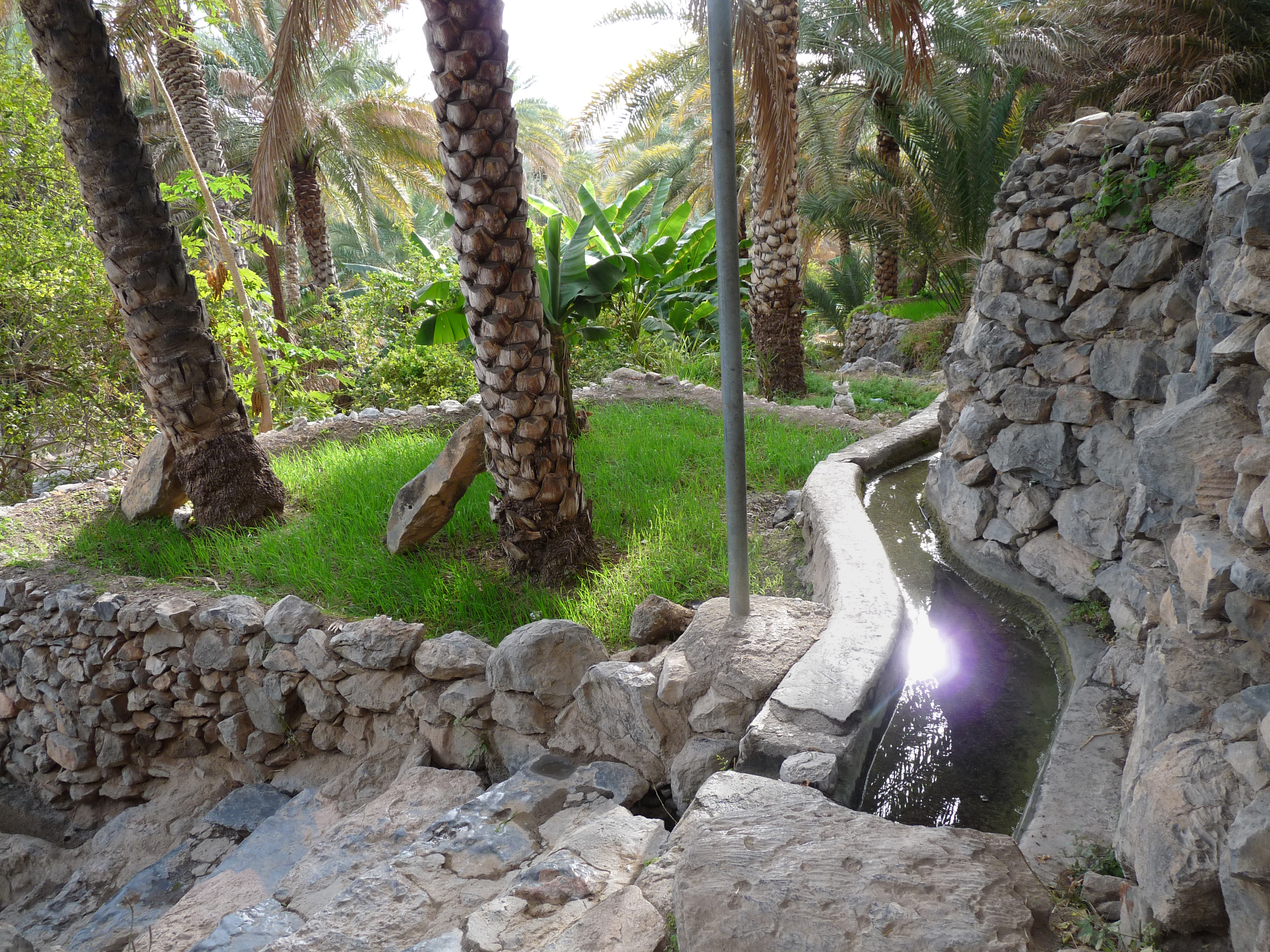

## Významné Aflaj chráněné UNESCEM
| Aflaj       | Přibližné souřadnice             | Rozloha (ha) |
| ----------- | -------------------------------- | ------------ |
| Al-Katmeen  | 22°55′33″ s. š., 57°40′45″ v. d. | 135.028      |
| Al-Malki    | 22°55′43″ s. š., 57°45′38″ v. d. | 600          |
| Daris       | 22°58′19″ s. š., 57°32′58″ v. d. | 389.468      |
| Al-Jeela    | 22°47′29″ s. š., 59°7′20″ v. d.  | 30.952       |
| Al-Muyasser | 23°23′14″ s. š., 57°26′23″ v. d. | 300.501      |